# Barranquisme

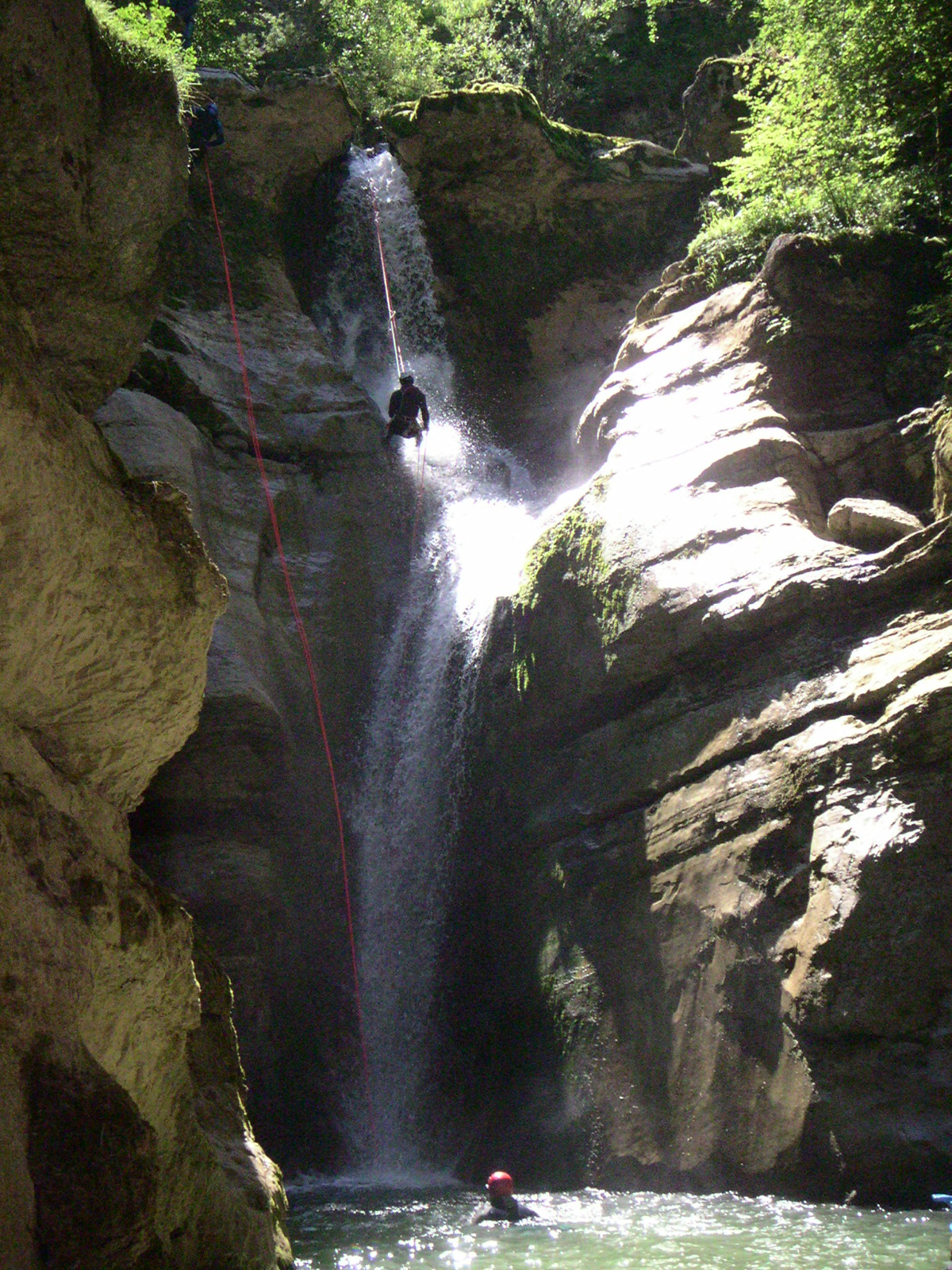
Descens en rappel

El barranquisme o també conegut com a descens de barrancs és una activitat esportiva relacionada amb l'espeleologia, el senderisme, l'escalada i l'alpinisme d'una banda, i amb els esports aquàtics per altra. Consisteix a progressar pel llit d'un barranc, podent presentar un recorregut molt variat: trams amb poc cabal o fins i tot secs, punts amb tolls i gorgs profunds i altres trams amb cascades de diverses altures, trobant també terrenys amb vegetació o desèrtics.
El barranquisme consisteix a anar superant aquests canvis de recorregut: caminant, nedant, desgrimpant o fent ús d'una progressió més tècnica amb cordes utilitzada normalment a l'espeleologia, en particular el descens en ràpel. Es considera que perquè un descens siga valorat com a apte per al barranquisme ha de combinar com a mínim dues d'aquestes tres característiques: cabal, verticalitat i caràcter encaixat.
Quan la ruta no presenta dificultats respecte a la verticalitat en diuen senderisme aquàtic.
El descens de barrancs és una disciplina específica que requereix una completa formació i coneixements i habilitats per a ser practicada de manera segura. Tot i que pot realitzar-se en solitari, per seguretat es practica habitualment en grup, i s'ha de tenir experiència mínima i l'equip adequat per al seu desenvolupament.
L'equipament personal i col·lectiu varia molt dins de les característiques de cada descens, però dins de l'equip s'han de considerar imprescindibles una motxilla amb drenatge per l'aigua, calçat específic de barranquisme o de trekking, vestit de neoprè, casc, arnès, descensor i cordes.

### Barranquisme
El barranquisme, també conegut com a descens de barrancs, és una disciplina esportiva que es situa a la intersecció entre l'alpinisme i l'espeleologia. Aquesta activitat ha evolucionat amb el temps, establint tècniques i pràctiques específiques pròpies, i ha guanyat popularitat entre els aficionats a la natura i els esports d'aventura. El barranquisme es divideix en diverses modalitats, com el barranquisme aquàtic, hivernal, d'aigües vives o de grans verticals.
El barranquisme consisteix a progressar pel llit d'un barranc o riu de muntanya, superant els desnivells presents al llarg del recorregut. Aquestes formacions geològiques, modelades per l'acció de l'aigua al llarg dels anys, presenten terrenys variats i sovint desafiants. Per considerar un descens apte per al barranquisme, ha de combinar almenys dues de les següents característiques: cabal d'aigua, verticalitat i caràcter encaixat. Això vol dir que el barranquisme pot incloure des de caminades per llits de rius amb poc cabal fins a descensos tècnics que requereixen l'ús de cordes i altres equips especialitzats.
Les tècniques utilitzades per superar aquests desnivells varien segons el terreny i les condicions específiques de cada barranc. Els barranquistes poden progressar caminant, nedant, desgrimpant, saltant o utilitzant tècniques de progressió vertical amb cordes, com el ràpel. Quan la ruta no presenta dificultats significatives en termes de verticalitat, aquesta activitat es coneix com a senderisme aquàtic.
El barranquisme exigeix una formació adequada i un ampli coneixement de les tècniques específiques de muntanya per ser practicat amb seguretat. Encara que és possible realitzar aquesta activitat en solitari, per motius de seguretat és recomanable fer-ho en grup. Això permet als membres del grup ajudar-se mútuament en cas de dificultats i minimitzar els riscos associats. Per a principiants, és aconsellable estar acompanyat per guies de barranquisme professionals o realitzar formacions a través dels clubs de les federacions de muntanya.
Els guies de barranquisme estan acreditats com a Tècnics d'Esports en Descens de Barrancs, un títol que assegura que posseeixen la formació i experiència necessàries per guiar de manera segura. Escollir un guia qualificat no només garanteix la seguretat, sinó que també pot enriquir l'experiència gràcies als seus coneixements sobre la zona. L'Associació Espanyola de Guies de Muntanya (AEGM) és una de les organitzacions que certifica i regula la professionalitat dels guies de muntanya i barrancs, establint estàndards elevats de qualitat i seguretat.
Per practicar el barranquisme de manera segura, és essencial comptar amb l'experiència mínima necessària i l'equip adequat. L'equipament pot variar segons les característiques de cada descens, però alguns elements són imprescindibles en qualsevol barranc, com una motxilla amb drenatge, calçat específic, vestit de neoprè, casc, arnès, descensor i cordes. A més, és recomanable portar cordinos, mosquetons i un kit de primers auxilis.
La preparació i la planificació són clau per garantir una experiència segura i exitosa en el barranquisme. Entrenar, conèixer bé la ruta, tenir un pla de contingència i informar algú de confiança sobre els detalls de l'excursió són pràctiques essencials per a la seguretat en aquesta disciplina.

### Geologia de la Creació d'un Barranc
Els barrancs són formacions geològiques creats per l'erosió de roques i sòls a través de l'acció contínua de l'aigua. Aquest procés pot durar milers o fins i tot milions d'anys. La formació d'un barranc comença amb l'erosió d'un petit rierol, que amb el temps augmenta en cabal i profunditat. Els factors clau en aquest procés inclouen:
- Acció de l'Aigua: L'aigua excava el llit del barranc mentre flueix, arrossegant sediments i partícules rocoses. L'erosió és més intensa durant pluges fortes o inundacions, quan el cabal de l'aigua augmenta considerablement.
- Tipus de Roca: La duresa i composició de les roques influeixen en la formació dels barrancs. Les roques sedimentàries, com la pedra calcària i el gres, són més fàcils d'erosionar en comparació amb les roques ígnies com el granit.
- Geologia Estructural: Fractures, falles i altres estructures geològiques poden influir en la direcció i velocitat de l'erosió. Els barrancs sovint es formen seguint aquestes línies de debilitat en la roca.
- Clima i Vegetació: Les condicions climàtiques i la vegetació també juguen un paper important. La vegetació pot protegir el sòl de l'erosió directa, però les arrels poden afavorir l'erosió en desestabilitzar les roques.

### Flora i Fauna dels Barrancs
Els barrancs són ecosistemes únics amb una gran varietat de flora i fauna adaptada a les condicions específiques d'aquests entorns.

#### Flora
La vegetació dels barrancs varia segons l'altitud, l'orientació, la humitat i el tipus de sòl. Algunes plantes comunes inclouen:
- Arbres i Arbustos: A les zones temperades, es poden trobar espècies com els roures, alzines, pins i teixos. A les zones més humides, poden aparèixer avellaners, salzes i freixes.
- Plantes Herbàcies: La vegetació de sotabosc sovint inclou falgueres, molses i líquens, que prosperen en ambients humits i ombrívols.
- Plantes Aquàtiques: En els rius i torrents, es poden trobar algues, joncs i altres plantes adaptades a les condicions aquàtiques.

#### Fauna
Els barrancs ofereixen hàbitats diversos per a una àmplia gamma d'animals, com:
- Mamífers: Espècies com el senglar, el cabirol, la guineu i el teixó poden trobar refugi i aliment en els boscos i zones de ribera.
- Aus: Les aus rapinyaires com l'àguila i el voltor sovint sobrevolen els barrancs, així com altres aus com el picot, el merlot i el rossinyol.
- Amfibis i Rèptils: Les zones humides són ideals per a amfibis com les granotes i els tritons, així com rèptils com les sargantanes i les serps.
- Invertebrats: Els barrancs alberguen una gran diversitat d'invertebrats, incloent insectes, aràcnids i mol·luscs.

### El Barranquisme a Catalunya
El barranquisme és important a Catalunya per la seva capacitat d'explorar paisatges naturals espectaculars i inaccesibles. Aquesta activitat promou una connexió profunda amb la natura, fomenta el turisme actiu i contribueix al desenvolupament econòmic local. A més, ajuda a sensibilitzar sobre la conservació dels espais naturals, enriquint l'experiència personal dels participants i beneficiant el teixit econòmic i ambiental de la regió.

#### Barranc de Núria (Ripollès)
El Barranc de Núria, situat al Ripollès dins del Parc Natural de les Capçaleres del Ter i del Freser, és un dels més emblemàtics de Catalunya. Aquest barranc destaca per les seves roques metamòrfiques i sedimentàries, amb cascades i gorges profundes, formades principalment per l'erosió fluvial i processos glaciars.
La vegetació inclou boscos de pi roig, avets i bedolls, mentre que la fauna inclou isards, marmotes, àguiles reials i tritons dels Pirineus. Ofereix un descens tècnic amb ràpels de fins a 20 metres, tobogans naturals i salts.

#### Barranc de l'Infern (Pallars Sobirà)
Situat al Pallars Sobirà, el Barranc de l'Infern és conegut per la seva bellesa escènica i els seus paisatges rocosos. Aquest barranc travessa roques calcàries erosionades, creant profundes gorges i coves petites.
La vegetació inclou boscos mediterranis amb alzines, pins i roures, mentre que la fauna inclou cabra salvatge, falcó i rèptils. El descens ofereix ràpels mitjans de fins a 20 metres a dins de una cova oberta, amb un repte moderat i emocionant.

#### Barranc de Viu de Llevata (Alta Ribagorça)
El Barranc de Viu de Llevata, a l'Alta Ribagorça, és apreciat pels barranquistes catalans per la seva diversitat de terrenys i paisatges impressionants. Travessa roques sedimentàries, creant gorges estretes amb salts i tobogans naturals.
La vegetació inclou boscos de pi negre i pi roig, amb fauna com l'isard, l'àguila daurada i el tritó pirinenc. Ofereix ràpels de fins a 7 metres, tobogans i salts, sent adequat tant per a principiants com per a experts.